# Ryan Ha
Ryan Ha hay Ryan Hà (sinh ngày 24 tháng 8 năm 1997) là một cầu thủ bóng đá người Pháp gốc Việt chơi ở vị trí tiền đạo cánh cho câu lạc bộ PVF-CAND.
Sinh ra tại Paris, Ryan bắt đầu tập bóng đá ở các đội bóng địa phương và có một thời gian ăn tập tại học viện Edusport của Scotland. Sau đó, anh chủ yếu thi đấu cho các câu lạc bộ tại National 3 trước khi về Việt Nam chơi cho câu lạc bộ Khánh Hòa.

## Sự nghiệp bóng đá
Ryan Ha được sinh ra tại Pháp và có bố mẹ đều là người Việt Nam. Anh từng có thời gian tập luyện tại học viện Edusport (Scotland) và sau đó chủ yếu chơi cho các câu lạc bộ thuộc giải National 3 (hạng 5 Pháp).
Cuối năm 2022, Ryan về Việt Nam thử việc tại câu lạc bộ mới thăng hạng V.League 1 Khánh Hòa. Sau màn trình diễn tốt ở hai giải giao hữu trước thềm mùa giải, anh đã được Khánh Hòa đăng ký tham dự V.League 2023 theo diện cầu thủ gốc Việt chưa có quốc tịch.
Ngày 3 tháng 2 năm 2023, Ryan ra mắt V.League 1 khi đá chính trong trận đấu mở màn tiếp Đông Á Thanh Hóa trên sân nhà 19 tháng 8. Bàn thắng đầu tiên của anh cho Khánh Hòa là bàn mở tỷ số trong chiến thắng 2–0 trước Thành phố Hồ Chí Minh tại vòng 3. Kết thúc mùa giải 2023, Ryan ghi 2 bàn, kiến tạo 2 bàn sau 17 trận cho Khánh Hòa ở V.League 1, có đóng góp nhất định trong cuộc đua trụ hạng của đội.
Ngày 26 tháng 9 năm 2023, Ryan Hà chuyển đến Becamex Bình Dương. Anh được trao chiếc áo số 7 và ra mắt khi được tung vào sân ở phút thứ 73 trong trận hòa 1–1 với Hoàng Anh Gia Lai vào ngày 3 tháng 12.
Ngày 27 tháng 2 năm 2024, sau khi chia tay câu lạc bộ Becamex Bình Dương, Ryan Hà chuyển đến câu lạc bộ Hà Nội với hợp đồng ngắn hạn kết thúc sau mùa giải 2023–24.

## Thống kê sự nghiệp
Tính đến ngày 29 tháng 7 năm 2023
| Câu lạc bộ         | Mùa giải  | Giải đấu   | Giải đấu | Giải đấu | Cúp  | Cúp | Châu lục | Châu lục | Khác | Khác | Tổng cộng | Tổng cộng |
| Câu lạc bộ         | Mùa giải  | Hạng       | Trận     | Bàn      | Trận | Bàn | Trận     | Bàn      | Trận | Bàn  | Trận      | Bàn       |
| ------------------ | --------- | ---------- | -------- | -------- | ---- | --- | -------- | -------- | ---- | ---- | --------- | --------- |
| Khánh Hòa          | 2023      | V.League 1 | 17       | 2        | 1    | 0   | —        | —        | —    | —    | 18        | 2         |
| Becamex Bình Dương | 2023–24   | V.League 1 | 4        | 0        | 0    | 0   | —        | —        | —    | —    | 4         | 0         |
| Hà Nội             | 2023–24   | V.League 1 | 1        | 0        | 0    | 0   | —        | —        | —    | —    | 1         | 0         |
| Tổng cộng          | Tổng cộng | Tổng cộng  | 22       | 2        | 1    | 0   | 0        | 0        | 0    | 0    | 23        | 2         |